# Серонга
Серонга (англ. Seronga) — сельский населённый пункт на северо-западе Ботсваны, на территории Северо-Западного округа.

## Географическое положение
Населённый пункт находится в северо-западной части округа, в районе дельты Окаванго, на расстоянии приблизительно 735 километров к северо-западу от столицы страны Габороне. Абсолютная высота — 986 метров над уровнем моря.

## Население
По данным официальной переписи 2001 года численность населения составляла 1641 человека.
Динамика численности населения Серонги по годам:
| 2001  | 2013  |
| ----- | ----- |
| 1 641 | 2 122 |